# Werner Boy

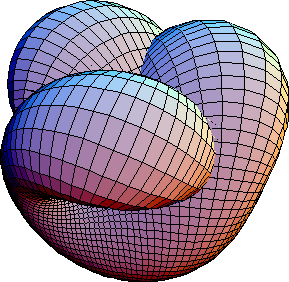
Superficie de Boy vista desde cerca de su parte superior (parametrización de R. Bryant)

Werner Boy (4 de mayo de 1879-6 de septiembre de 1914) fue un matemático alemán, descubridor de la superficie de Boy, una proyección tridimensional del plano proyectivo real sin singularidades, la primera de su tipo.

## Semblanza
Boy nació en la localidad alemana de Barmen, cercana a la ciudad de  Wuppertal. Realizó su descubrimiento en 1901, después de que su asesor de tesis, David Hilbert, le pidiera que demostrara que no era posible embeber el plano proyectivo real en un espacio tridimensional. Boy dibujó varios modelos de la superficie y descubrió que podía tener una simetría rotacional de orden 3, pero no pudo encontrar un modelo paramétrico para la superficie. No fue sino hasta 1978 cuando Bernard Morin encontró la primera parametrización, con la ayuda de ordenadores. 
Después de completar su tesis en la Universidad de Gotinga en 1901, trabajó como profesor de secundaria en Krefeld, y posteriormente regresó a su localidad natal de Barmen para continuar su labor docente. Murió como soldado en las primeras semanas de la Primera Guerra Mundial, el 6 de septiembre de 1914. 

## Lecturas relacionadas
- STEWART (2013). Spiel, Satz und Sieg für die Mathematik: Zwölf vergnügliche Ausflüge in die Welt der Zahlen (en alemán). Springer-Verlag. pp. 203 de 232. ISBN 9783034862097. Consultado el 17 de marzo de 2020.